# ويليام هاردويك
ويليام هاردويك (بالإنجليزية: William Hardwick)‏ هو مهندس معماري أسترالي، ولد في 1860 في Rylstone, New South Wales ‏ في أستراليا، وتوفي في 2 أكتوبر 1941 في بيرث الجنوبية ‏ في أستراليا.